# Saint-Victor-de-Malcap
Saint-Victor-de-Malcap är en kommun i departementet Gard i regionen Occitanien i södra Frankrike. Kommunen ligger i kantonen Saint-Ambroix som tillhör arrondissementet Alès. År 2022 hade Saint-Victor-de-Malcap 827 invånare.

## Befolkningsutveckling
Antalet invånare i kommunen Saint-Victor-de-Malcap
Referens:INSEE